# Molino de Cuevas Blancas
El molino de Cuevas Blancas está situado junto al barrio de Santa María del Mar, Santa Cruz de Tenerife.
Es Bien de Interés Cultural, con categoría de Sitio Histórico.

## Estructura
Se trata del típico molino de viento con forma troncocónica rematado por una cubierta irregular cónica separada del resto por un mecanismo de giro a base de collares de madera. A través de dicho remate, sobresale por un lado el eje principal que sostiene las aspas y por su extremo opuesto, un palo denominando timón.
El interior del molino es sencillamente un cilindro de 4 metros de diámetro que se dividía en tres plantas con una altura aproximada de 10 metros con puertas de acceso en planta baja y primera planta. La planta baja denominada cabuco estaba a nivel del terreno y servía de almacén y en algunas ocasiones de dormitorio del molinero. La subida a la primera planta se realiza por una escalera de doble acceso que se adapta a la forma troncocónica y su anchura solía ser de un metro aproximadamente. En esta primera planta se encuentra un banco donde los clientes esperaban la salida del gofio que ellos mismos recogían en la boca de la tolba o cambal. Mediante una escalera de madera se sube a la tercera planta donde se encontraba la maquinaria del molino y donde trabaja el molinero.
Este molino que fue restaurado a finales de 1974 ha sido lamentablemente abandonado, encontrándose hoy en plena fase de deterioro dentro del entorno de un almacén de materiales de construcción.

## Galería

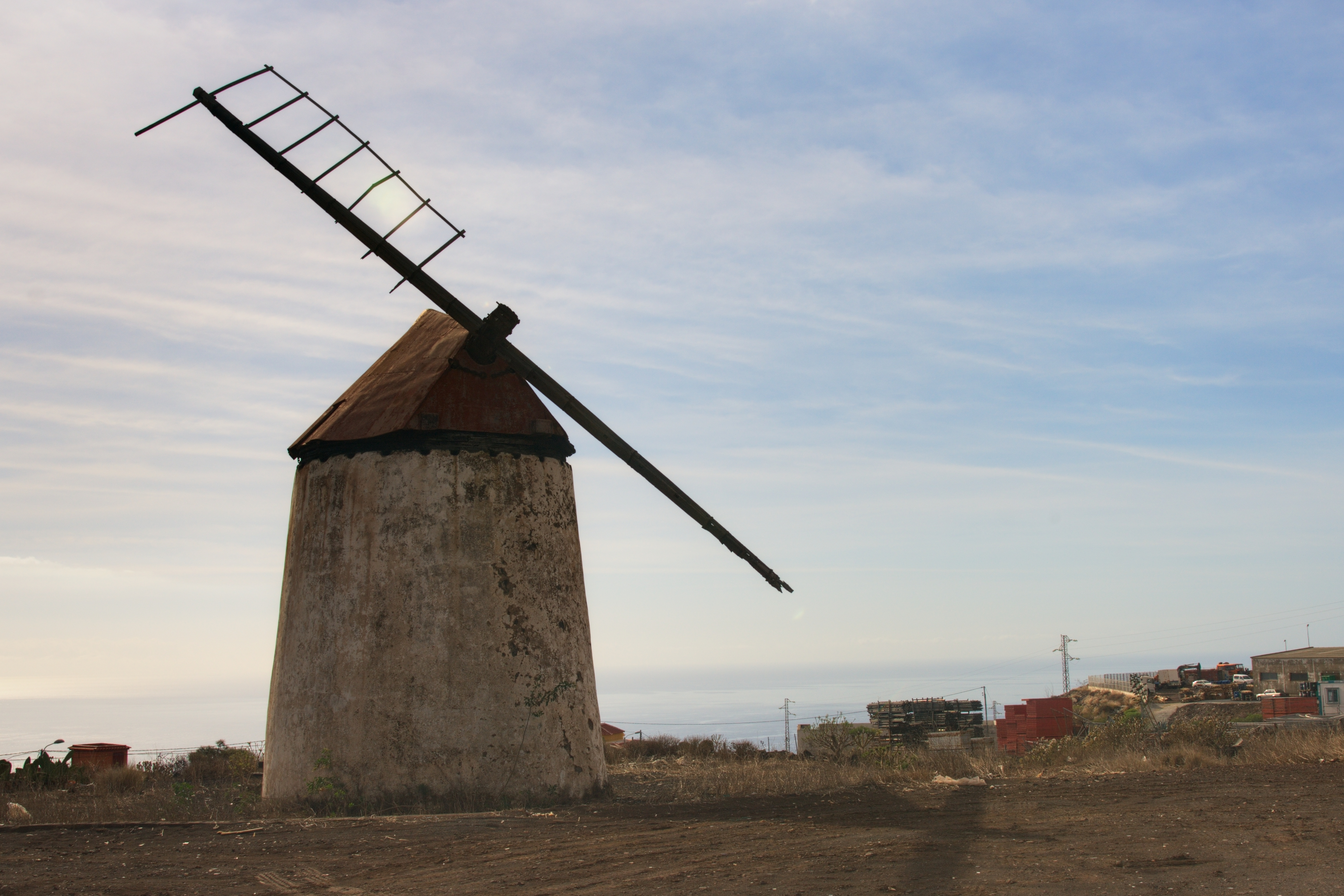
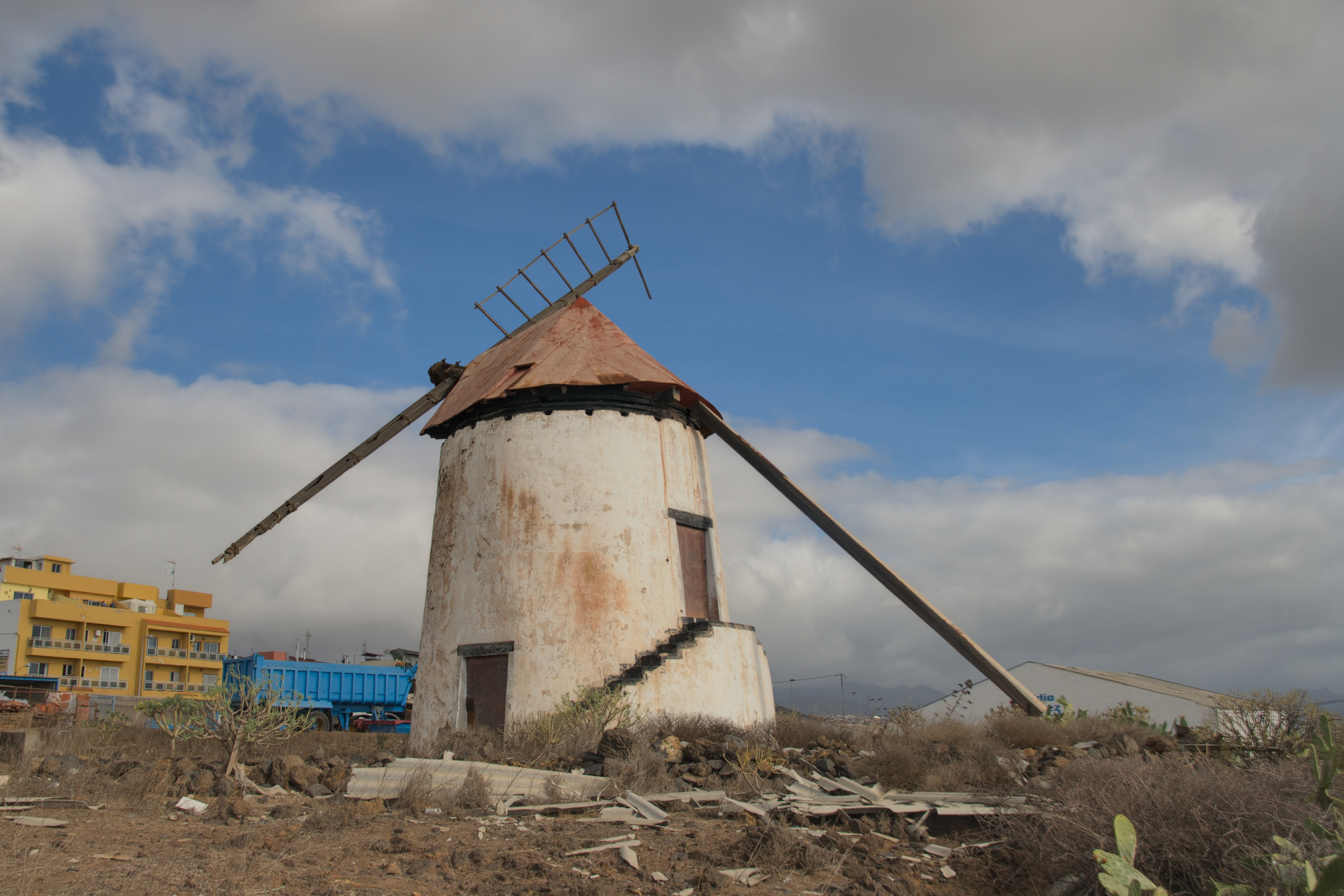
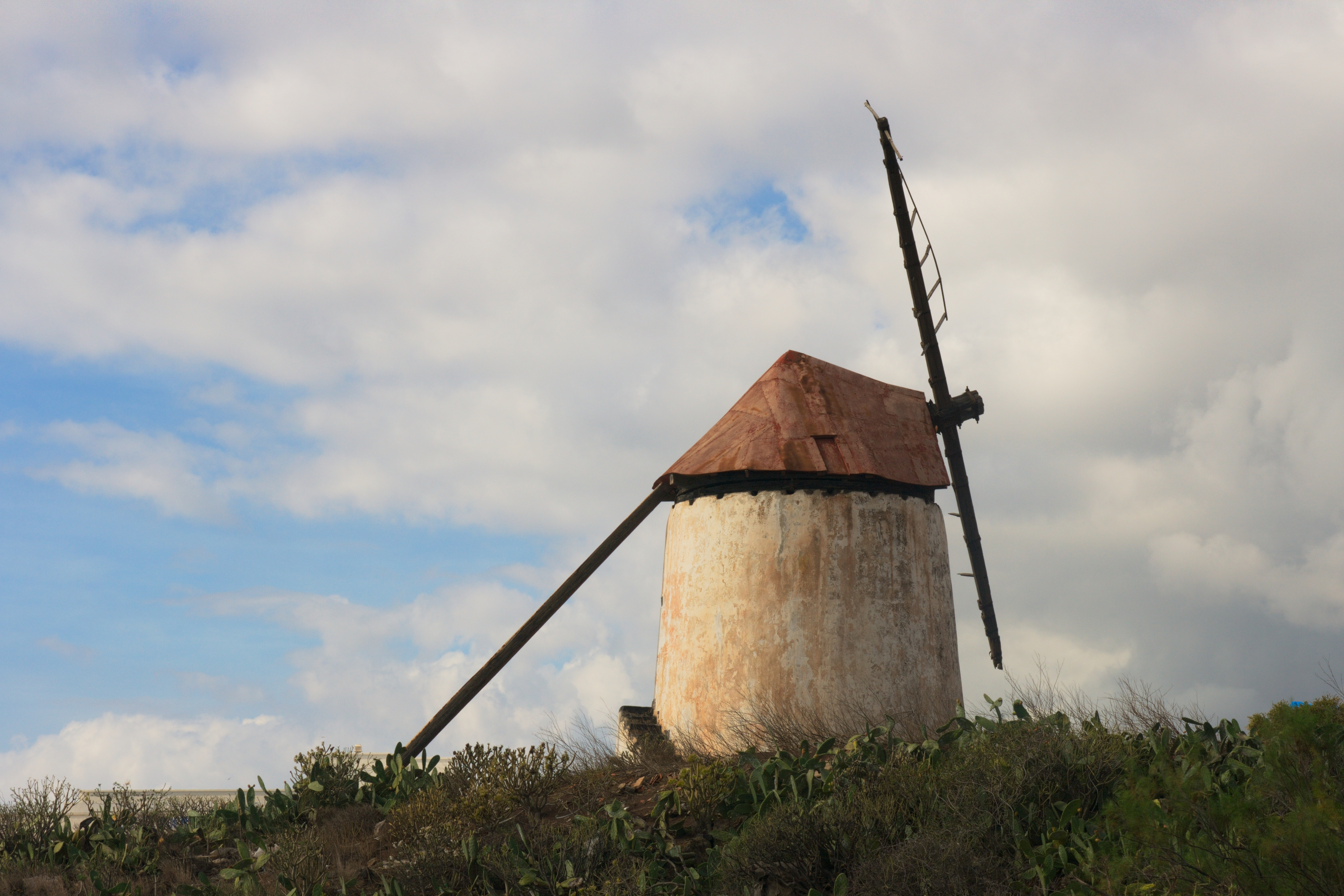